# Комеццано-Чиццаго
Комеццано-Чиццаго, Комеццано-Чиццаґо (італ. Comezzano-Cizzago) — муніципалітет в Італії, у регіоні Ломбардія, провінція Брешія.
Комеццано-Чиццаго розташоване на відстані близько 450 км на північний захід від Рима, 60 км на схід від Мілана, 23 км на захід від Брешії.
Населення — 3783 особи (2014).

## Демографія
Населення за роками:

Станом на 1 січня 2023 року в муніципалітеті офіційно проживали 432 іноземці з 20 країн, серед них 50 громадян країн Євросоюзу та 6 громадян України.

## Сусідні муніципалітети
- Кастельковаті
- Кастреццато
- К'ярі
- Корцано
- Орцивеккі
- Помп'яно
- Роккафранка
- Тренцано